# Kijabe ensifera
Kijabe ensifera là một loài nhện trong họ Oonopidae.
Loài này thuộc chi Kijabe. Kijabe ensifera được miêu tả năm 1949 bởi Caporiacco.